# Zé Tasso
José Henrique Tasso, ou simplesmente Zé Tasso, (Recife, 12 de março de 1901 — Recife, 20 de julho de 1978) foi um futebolista brasileiro. Criado no bairro de Poço da Panela, na capital pernambucana.

## Carreira
Destacou-se jogando futebol no time amador do bairro onde cresceu, o Celeste, chamou atenção de Francisco Gusmão, na época técnico do América do Recife que, ao vê-lo jogar na Liga Suburbana de 1918, ficou encantado com seu toque preciso, o jeito arrojado de dominar a bola e um incrível faro de gol.
Ao final da competição Zé Tasso integrou o elenco profissional do América-PE e no mesmo ano conquistou o seu primeiro título pernambucano e sendo o artilheiro da competição com 17 gols. Suas atuações lhe deram destaque na crônica local, além de ter levado o Alviverde da Estrada do Arraial a mais 3 títulos estaduais.[carece de fontes?] Em 1923 ajudou o América na conquista do Troféu Nordeste, a primeira competição de âmbito regional no Nordeste.
Após passagem histórica no alviverde pernambucano, ainda no Recife, se transferiu para o Santa Cruz, ficando na equipe por 5 anos. Em 1928 mudou para São Paulo, na capital paulista defendeu as cores do Club Athletico Paulistano, onde ganhou o Torneio Início Paulista no mesmo ano e ajudou a equipe na conquista do seu último título de campeão paulista em 1929. Em São Paulo, Zé Tasso ainda defendendo a camisa do Juventus da Mooca, conquistando o título de campeão paulista de 1934.
Em 1935 retornou para o Recife, mas para jogar na recém formada equipe do Tramways Sport Club, sediado no bairro da Torre, onde também fez sucesso, pelo "Time Elétrico" foi vice-campeão pernambucano em 1935 e bicampeão invicto em 1936 e 1937, feito esse jamais alcançado pelos demais clubes do estado. No ano seguinte se transferiu para o Sport, ganhando o campeonato pernambucano de 1938. O último clube em que atuou profissionalmente foi o Flamengo-PE, onde conquistou o Torneio de Verão da cidade do Recife no ano de 1939. Acredita-se que em toda sua carreira ele tenha feito mais de 100 gols.

## Morte
Zé Tasso morreu em 1978 no Hospital da Restauração, no Recife.

## Títulos
América-PE
- Campeonato Pernambucano: 1918, 1919, 1921 e 1922
- Torneio Início de Pernambuco: 1921
- Troféu Nordeste: 1923

Paulistano-SP
- Campeonato Paulista: 1929
- Torneio Início Paulista: 1928

Juventus-SP
- Campeonato Paulista: 1934

Tramways
- Campeão Pernambucano: 1936 e 1937

Sport
- Campeão Pernambucano: 1938

Flamengo-PE
- Torneio de Verão da Cidade do Recife: 1939